# 胖吉貓
胖吉貓又稱胖吉喵，是美國插畫師克萊兒·貝爾頓根據她領養的貓咪（現在與克萊兒的父母生活在一起）所設計出的角色，是一隻灰色大花貓，並且流行於Facebook等社群網站，並成為Facebook上聊天室的漫畫、動態貼圖、表情貼的角色，並且在短時間內得到非常的人氣。由於Facebook設定頁面的插圖幾乎都是胖吉貓，也因此在某些特定場合中被稱為Facebook貓。

## 歷史
2010年5月藝術家克萊爾·貝爾頓和安德魯·達夫“Everyday Cute”網站中的網路漫畫《Pusheen Things》中創造了胖吉貓一角色。2011年，貝爾頓和達菲為胖吉貓建立一個官方網站。2013年，貝爾頓出了一本關於胖吉貓的漫畫繪本：《哈囉！我是胖吉貓！》（I Am Pusheen The Cat，中国大陆译名《喵呜，来摸》），同年，該繪本被一位台灣專門翻譯歐美動漫的部落客好色龍翻譯成中文。後來胖吉貓迅速在Twitter與Facebook爆紅，已成為Facebook上的熱門貼圖之一，該貼圖系列於2013年4月被引入iOS，同年七月從主網站啟用，之後Facebook又繼續出了許多款關於胖吉貓的貼圖。2015年時，也出現了相關衍生作品，例如仿造彩虹小馬的獨角胖吉貓。
2016年，胖吉貓在日本及臺灣的流行通訊軟體──LINE推出貼圖。

## 構思和創作
胖吉貓是一隻母貓，外觀是被設計成「肥肥軟軟的」，總是彈來彈去，其中肥嘟嘟被認為是最大的特點。外觀是淺灰色，背上有深灰色的紋路，尾巴上有灰與深灰色相間的紋路。
其背景故事是Claire在貓咪救助站領養了一隻小貓，那隻貓就是胖吉貓。
目前胖吉貓並沒有在Claire身邊，而是和Claire的父母生活在一起。

## 名稱來源
胖吉貓的英文名稱是來自愛爾蘭語，意思是小貓，中文名稱則是來自音譯然後用貓字作後綴表示牠是隻貓。
特別地，「胖吉貓」與妖怪手錶角色「吉胖貓」的名稱十分接近，因此現混淆的情形也不少，搜尋引擎也經常出現混淆的情況，尤其是以關鍵字「胖吉喵」搜尋的時候。
此外，由於胖吉貓時常有站起來的動作表現，前肢的繪製方式短小且位置正好在如人胸部的附近，因此網路上也有人戲稱其為「奶頭貓」。
也有部分網路群體因胖吉貓體型較胖而為其改了一個昵稱「大肥貓」(或其漢語拼音縮寫dfm)。

## 影響
胖吉貓是貓在網路上爆紅的一個例子。在紐約市立動態圖像博物館的展覽中可以觀察到胖吉貓和其他有名的貓，如不爽貓和莉布勃貓有較引人注目的現象。胖吉貓具有超高人氣，不僅繪本被翻譯成中文、日文、德文等多種語言，截至2014年國際上的粉絲數已經超過五百萬，截至2016年2月胖吉貓Facebook粉絲專頁頁面擁有超過910萬的粉絲。薩沙·錫根在PC雜誌的一篇關於表情符號和Unicode文章上稱胖吉貓為Facebook的“專有的表情符號”，被用作廠商鎖定的一種形式。
胖吉貓也有許多二次創作，如與神奇寶貝的結合。此外一些教材也使用了胖吉貓來引起讀者的興趣。

## 外部連結
- 胖吉貓的官方网站 （英文）
- Pusheen The Cat Wiki胖吉貓的主題wikia （英文）
- 胖吉貓 （页面存档备份，存于）在胖吉貓主題wikia的介紹 （英文）
- 胖吉貓的臺灣出版社網站 （页面存档备份，存于） （繁體中文）